# Représentation projective
En mathématiques, plus précisément en théorie des représentations, une représentation projective d'un groupe {\displaystyle G} sur un espace vectoriel {\displaystyle V} est un homomorphisme du groupe {\displaystyle G} dans le groupe projectif linéaire {\displaystyle \mathrm {PGL} (V)}.

## Définitions
Soit {\displaystyle G} un groupe, {\displaystyle k} un corps et {\displaystyle V} un {\displaystyle k}-espace vectoriel. {\displaystyle \mathrm {GL} (V)} désigne le groupe général linéaire de {\displaystyle V}. On note {\displaystyle \mathrm {Z} (\mathrm {GL} (V))} le centre de {\displaystyle \mathrm {GL} (V)} ; il est isomorphe à {\displaystyle k^{*}}. {\displaystyle \mathrm {PGL} (V)} est par définition le groupe quotient : {\displaystyle \mathrm {GL} (V)/\mathrm {Z} (\mathrm {GL} (V))}. Il existe deux définitions équivalentes d'une représentation projective de {\displaystyle G} sur {\displaystyle V} :
- un morphisme {\displaystyle \rho :G\to \mathrm {PGL} (V)} ;
- une application {\displaystyle \alpha :G\to \mathrm {GL} (V)} telle qu'il existe une fonction {\displaystyle c:G\times G\to k^{*}}, vérifiant : {\displaystyle \alpha (gh)=c(g,h)\alpha (g)\alpha (h)}.

## Représentations linéaires et représentations projectives
Une représentation linéaire d'un groupe donne automatiquement une représentation projective en la composant avec le morphisme de projection :
{\displaystyle \pi :G\to \mathrm {GL} (V)\to \mathrm {PGL} (V)}.
La question qui se présente alors naturellement consiste à déterminer sous quelles conditions il est possible de relever une représentation projective en une représentation linéaire.
En général, il n'existe pas de relèvement d'une représentation projective ρ: G → PGL(V) en une représentation linéaire G → GL(V) et l'obstruction à ce relèvement peut être caractérisée en termes de la cohomologie du groupe, comme il est expliqué plus bas. En revanche, il est toujours possible de relever une représentation projective de G en une représentation linéaire d'une extension centrale de G. En effet, notons que
{\displaystyle 1\to k^{*}\to \mathrm {GL} (V)\to \mathrm {PGL} (V)\to 1}
est une extension centrale de PGL(V) par le groupe des unités k* du corps de base. En posant {\displaystyle {\tilde {G}}=\{(g,A)\in G\times \mathrm {GL} (V)\mid \pi (A)=\rho (g)\}}, on obtient un sous-groupe de {\displaystyle G\times \mathrm {GL} (V)} et la suite exacte courte :
{\displaystyle 1\to k^{*}\to {\tilde {G}}\to G\to 1}
définit une extension centrale de {\displaystyle G}. La restriction à {\displaystyle {\tilde {G}}} de la seconde projection de  {\displaystyle G\times \mathrm {GL} (V)} est alors une représentation linéaire {\displaystyle {\tilde {G}}\to \mathrm {GL} (V)} qui relève {\displaystyle \rho :G\to \mathrm {PGL} (V)}.

## Obstruction et cohomologie
Considérons le diagramme :
{\displaystyle {\begin{array}{crc}&&{GL(V)}\\&&\downarrow \!\!{\pi }\\G&{\stackrel {\rho }{\longrightarrow }}&{PGL(V)}\end{array}}}.
Étant donnés {\displaystyle g,h\in G} et {\displaystyle A,B,C\in {GL}(V)} tels que {\displaystyle {\pi }(A)=\rho (g)}, {\displaystyle {\pi }(B)=\rho (h)} et {\displaystyle {\pi }(C)=\rho (gh)}, on obtient :
{\displaystyle \pi (AB)} {\displaystyle =} {\displaystyle \pi (A)\pi (B)=\rho (g)\rho (h)=\rho (gh)=\pi (C)}.
Il existe donc {\displaystyle c(g,h)\in k^{*}} tel que {\displaystyle C=c(g,h)AB}. Il s'ensuit que {\displaystyle c} doit satisfaire la condition :
{\displaystyle c(h,k)c(g,hk)=c(g,h)c(gh,k)},
ce qui en fait un 2-cocycle ou multiplicateur de Schur. Deux tels cocycles sont en fait cohomologues et définissent donc la même classe dans H2(G, k*). La non-trivialité de cette classe est l'obstruction au relèvement de la représentation projective :
{\displaystyle \rho :G\to \mathrm {PGL} (V)}
en une représentation linéaire.
Cette classe n'est pas nécessairement triviale. Par exemple, dans le cas du groupe symétrique et du groupe alterné, Schur a établi qu'il y a exactement une classe non triviale de multiplicateur de Schur et a complètement déterminé toutes les représentations irréductibles correspondantes.
Lorsque H2(G, k*) n'est pas trivial, l'étude des représentations projectives de G conduit ainsi à un problème d'extension de groupes. Pour une extension de G bien choisie, on obtient une représentation linéaire de l'extension, qui induit la représentation projective originale. La solution est toujours une extension centrale. Le lemme de Schur, montre alors que l'étude des représentations projectives irréductibles de G est équivalente à celle des représentations irréductibles des extensions centrales de G.

## Représentations projectives  des groupes de Lie
L'étude des  représentations projectives des groupes de Lie conduit à considérer les représentations linéaires de leurs extensions centrales (voir Extension de groupes). Dans de nombreux cas, il suffit de considérer les représentations de revêtements ; ce qui, pour un groupe de Lie connexe G, revient à étudier les représentations de l'algèbre de Lie de {\displaystyle G}. Voici quelques exemples de revêtements donnant lieu à des représentations projectives intéressantes :
- Le groupe spinoriel Spin(n,F) est le revêtement à deux feuillets du groupe spécial orthogonal SO(n,F). En particulier, le groupe spinoriel Spin(3,R) est le revêtement à deux feuillets du groupe SO(3,R). Cela a des applications importantes en mécanique quantique car l'étude des représentations de SU(2) conduit à une théorie de spin (physique) non relativiste (faible énergie).
- Le groupe SL2(C) est le revêtement à deux feuillets du groupe SO+(3;1), isomorphe au groupe de Möbius. Ce sont respectivement des extensions de SO(3) et de SU(2). Elles donnent lieu à une théorie de spin relativiste.
- Le groupe Pin±(n) est le revêtement à deux feuillets du groupe orthogonal O(n).
- Le groupe métaplectique Mp(2n) est le revêtement à deux feuillets du groupe symplectique Sp(2n).